# Prêmio Georg von Holtzbrinck de Jornalismo Científico
O Prêmio Georg von Holtzbrinck de Jornalismo Científico (em alemão:  Georg von Holtzbrinck Preis für Wissenschaftsjournalismus) é um prêmio de jornaleismo alemão.
O prêmio foi criado em 1995 pelo Grupo Editorial Georg von Holtzbrinck por ocasião do 150º aniversário da revista Scientific American, uma das mais antigas e respeitadas revistas científicas populares do mundo.
O prêmio, que ocorre anualmente, homenageia realizações notáveis de jornalistas de língua alemã no campo do jornalismo científico, especialmente nos campos das ciências naturais, tecnologia e medicina. São atribuídos dois prêmios (mídia impressa e eletrônica) com valores financeiros de 5 000 euros. Desde 2012 é atribuído um prêmio de jovem talento de 2 500 euros a candidatos com menos de 30 anos.
Por ocasião da cerimônia de premiação é realizado um painel de discussão de alto nível sobre um tema científico atual.

## Recipientes
- 1995: Barbara Hobom
- 1996: Herbert Cerutti
- 1997: Vivien Marx
- 1998: Stefan Klein (1. lugar), Hartmut Wewetzer (2. lugar), Ranga Yogeshwar (3. lugar)
- 1999: Dagmar Röhrlich
- 2000: Thorwald Ewe
- 2001: Astrid Dähn, Bernd Schuh
- 2002: Ulf von Rauchhaupt (Mídia Impressa), Tilman Achtnich (Mídia Eletrônica)
- 2003: Klaus Bachmann (Mídia Impressa), Frank Grotelüschen (Mídia Eletrônica)
- 2004: Volker Stollorz (Mídia Impressa), Grit Kienzlen (Mídia Eletrônica)
- 2005: Irene Meichsner (Mídia Impressa), Ralf Krauter (Mídia Impressa), prêmio especial para transferência de conhecimento bem-sucedida para crianças e jovens a Peter Lustig por Löwenzahn e Armin Maiwald por Sendung mit der Maus
- 2006: Ulrich Schnabel – Zeit (Mídia Impressa), Michael Lange e Martin Winkelheide (Mídia Eletrônica)
- 2007: Christian Schwägerl – FAZ (Mídia Impressa), Kristin Raabe (Mídia Eletrônica)
- 2008: Max Rauner, ZEIT Wissen, Die Zeit (Mídia Impressa), Christian Friedl, Bayerischer Rundfunk (Mídia Eletrônica)
- 2009: Jörg Albrecht, Frankfurter Allgemeine Sonntagszeitung e Malte Henk, GEO (Mídia Impressa), Thomas Liesen, jornalista científico independente (Mídia Eletrônica)
- 2010: Richard Friebe, jornalista científico independente (Mídia Impressa), Volkart Wildermuth, jornalista científico independente (Mídia Eletrônica)
- 2011: Tim Schröder, jornalista científico independente (Mídia Impressa), Jan Lublinski, jornalista científico independente (Mídia Eletrônica)
- 2012: Martina Keller, jornalista científico independente (Mídia Impressa), John A. Kantara, jornalista independente (Mídia Eletrônica) e Bertram Weiß (jovem talento)[1]
- 2013: Johanna Romberg, redatora da GEO (Mídia Impressa), Marieke Degen, jornalista independente (Mídia Eletrônica), Robert Gast, jornalista independente (jovem talento)[2]
- 2014: Reto U. Schneider, editor-chefe adjunto da NZZ Folio (Mídia Impressa), Carsten Binsack, regente independente (Mídia Eletrônica), Alina Schadwinkel, redatora da Zeit-Online (jovem talento)[3]
- 2015: Malte Henk, Stefanie Kara, Laura Höflinger[4]
- 2016: Bernhard Albrecht, Thomas Reintjes, Lydia Klöckner, Adrian Lobe[5]
- 2017: Anke Sparmann, escritora freelancer (Mídia Impressa), Alexander Lahl e Max Mönch, escritores e regentes freelancer (Mídia Eletrônica), Theodor Schaarschmidt, jornalista independente (jovem talento)[6]
- 2018: Rüdiger Braun, escritor freelancer (Mídia Impressa); Mai Thi Nguyen-Kim, jornalista independente e Petra Höfer (póstumo) / Freddie Röckenhaus, ZDF (Mídia Eletrônica); Fritz Habekuß (jovem talento)[7]
- 2019: Vivian Pasquet, redatora da GEO (Mídia Impressa); Thomas Aders, ARD (Mídia Eletrônica); Marlene Heckl, jornalista independente (jovem talento)[8]
- 2020: Eva Wolfangel, jornalista científico independente (Mídia Impressa), equipe Coronavirus-Update, consistindo na equipe redatorial da NDR Norbert Grundei, Korinna Hennig, Anja Martini e Katharina Mahrenholtz juntamente com  Christian Drosten (Mídia Eletrônica), Cedric Engels, produtor de filmes independente (jovem talento)[9]